# 大聖寺 (福島県浪江町)
大聖寺（だいしょうじ）は、福島県双葉郡浪江町にある真言宗室生寺派の寺院。

## 歴史
中世、標葉氏の開基である。標葉氏は陸奥国標葉郡（現・福島県双葉郡北部）を所領とする豪族であった。標葉氏の滅亡後は相馬氏の祈願所となった。
1870年（明治3年）に現在地に移転した。当地は相馬中村藩第5代藩主相馬昌胤の隠居所「北原御殿」があったところである。当寺の山門は北原御殿の門を流用したものである。

## 親父の小言
当寺には「親父の小言」というものがある。これは住職の青田暁仙（1895年 - 1941年）が家族のために残した家訓である。これをマツバヤ（地元のショッピングセンター「サンプラザ」を運営する会社）の社長で檀家だった松原憲正が着目、当寺の了解を得て「てにをは」などの若干の修正の後、マツバヤバージョンの「親父の小言」が完成し、一般的に知られるようになった。

## 交通アクセス
- 浪江駅より徒歩35分。